# Шангин, Борис Григорьевич
Шангин Борис Григорьевич (10 сентября 1910, Крыжополь, Подольская губерния — 4 мая 1983, Кривой Рог, Днепропетровская область) — советский партийный деятель, командир партизанского соединения в годы Великой Отечественной войны. Почётный гражданин Кривого Рога (1975).

## Биография
Родился 10 сентября 1910 года в Крыжополе Чеботарской волости Ольгопольского уезда Подольской губернии Российской империи (ныне в Винницкой области).
Трудовой путь начал в 1924 году учеником слесаря на руднике имени Максимова в Марганце. С 1924 года на комсомольской работе в Никополе, комсорг. В 1927 году окончил Марганецкое горнопромышленное училище, электромеханик. Окончил полковую школу при 17-м корпусном полку.
Переехал в Кривой Рог, начал работать в тресте «Кривстрой». В 1934—1937 годах — первый секретарь Криворожского городского комитета ЛКСМУ. В 1937—1941 годах — секретарь партийного комитета криворожского завода горного машиностроения «Коммунист».
Участник Великой Отечественной войны. С августа 1941 года в партизанском отряде имени Н. С. Хрущёва — занимал должности командира взвода, командира роты, комиссара отряда. С ноября 1941 года командовал ротой в партизанском соединении Сабурова. С марта 1944 по август 1944 года — комиссар Криворожского партизанского соединения. В составе партизанских отрядов действовал в Никопольских плавнях, совершил рейды к Чёрному и Брянскому лесам, форсировал Западный Буг.
В 1944 году партизанское соединение имени Н. С. Хрущёва под командованием Б. Г. Шангина совершило рейд на территорию генерал-губернаторства и 8—15 июня 1944 года участвовало в боях в Яновских лесах Люблинского воеводства.
После освобождения Кривого Рога возвращён для восстановления города.
После войны продолжил работать в Кривом Роге — парторг в тресте «Криворожстрой», заместитель управляющего в рудоуправлении имени Ильича.
В 1956—1960 годах избирался председателем исполкома Центрально-Городского районного совета депутатов трудящихся.
В 1960—1970 годах — заместитель директора института «Механобрчермет».
После выхода на пенсию — персональный пенсионер союзного значения.
Умер 4 мая 1983 года в Кривом Роге.

## Награды
- Орден Красного Знамени (2 мая 1945)[2];
- Орден Красной Звезды (8 мая 1944)[3];
- Орден Ленина (7 августа 1944)[4];
- Орден «Крест Грюнвальда» 2-й степени;
- Крест Храбрых;
- медаль «Партизану Отечественной войны» 1-й степени;
- Медаль «За победу над Германией в Великой Отечественной войне 1941—1945 гг.»;
- Орден Трудового Красного Знамени;
- медаль «За трудовую доблесть»;
- Почётный гражданин Кривого Рога (25 марта 1975)[5].

## Память
Памятная доска в Кривом Роге.